# Кадровое агентство
Кадровое или рекрутинговое агентство — посредник на рынке труда, организация, оказывающая услуги работодателям по поиску и подбору персонала и/или оказывающая услуги соискателям по поиску работы и трудоустройству, а также другие сопутствующие услуги.

## Типы агентств
Если организация в качестве посредника рынка труда занимается только поиском и подбором персонала по заказам работодателей, такая организация является агентством по подбору персонала, если посредник рынка труда осуществляет поиск работы по заказам соискателей — он является агентством по трудоустройству. Термин «кадровое агентство» может использоваться как для обозначения агентств по трудоустройству, так и для обозначения агентств по подбору персонала.
Рекрутинговые агентства могут подбирать как неквалифицированный персонал, так и топ-менеджмент компаний. Все зависит от специализации в оказываемых услугах. Существуют агентства, подбирающие персонал по профессиональной, квалификационной или отраслевой принадлежности.
Существуют так называемые кадровые «агентства смешанного типа», которые оказывают и услуги по поиску работы соискателям, и услуги по подбору персонала работодателям. Такие агентства взимают вознаграждение и с соискателей, и с работодателей.

## Основная деятельность
Деятельность рекрутингового агентства складывается из трех основных составляющих: поиск, оценка и подбор персонала на определённые вакансии, имеющиеся у работодателей. Особое внимание уделяется соответствию профессиональных и личностных компетенций кандидата требованиям клиента.
Рекрутинговое агентство выясняет профессиональный уровень кандидата и его психологические характеристики — мотивацию, гибкость и способность адаптироваться в коллективе. Также агентство берет на себя и задачи по проверке рекомендаций. Особую сложность представляет подбор специалистов, в частности, бухгалтеров. В подавляющем большинстве случаев у руководителя предприятия отсутствует возможность самостоятельно оценить профессионализм главного бухгалтера, но это может сделать рекрутинговое агентство.

## Стоимость услуг
Лидеры рынка кадровых услуг придерживаются четких стандартов ценообразования, при которых стоимость подбора персонала определяют исключительно объективные факторы. Средняя стоимость услуг подбора персонала в Москве 1-5 окладов специалиста (от 10 до 35 % годового дохода специалиста). Такой порядок цен представлен и в регионах России, с разницей в значениях самих зарплат — в регионах они ниже.

## Сопутствующие услуги
И агентства по трудоустройству, и агентства по подбору персонала, и кадровые агентства смешанного типа могут оказывать работникам и работодателям так называемые сопутствующие услуги. Как правило, агентства по трудоустройству полностью нацелены на соискателей, и предлагают сопутствующие услуги только им. Остальные две разновидности кадровых компаний могут оказывать дополнительные услуги и работникам, и работодателям одновременно. К сопутствующим услугам, предлагаемым этими организациями работодателям, относятся кадровый консалтинг, кадровый аудит, коучинг, тренинги, обучение и развитие персонала, оценка персонала, мотивация персонала, аутстаффинг и лизинг персонала, аутсорсинг кадровой деятельности, в том числе функций по учёту кадров и ведению кадрового делопроизводства, аутплейсмент и другие. К сопутствующим услугам, оказываемым соискателям, могут относиться услуги по составлению и переводу резюме, тренинги, консультационные услуги и т. д.

## Ссылка на источник
Трудоустройство через агентство: кто кому платит?